# Geschlossene und offene Form im Drama
Geschlossene und offene Form im Drama (1960) ist ein Buch des Literaturwissenschaftlers Volker Klotz, das ein in den 1960er- und 1970er-Jahren sehr erfolgreiches Ordnungsprinzip für Dramen vorschlägt, das etwa im Schulunterricht bis heute fortlebt. 
„Offene“ und „geschlossene“ Form beschreiben nach Klotz zwei gegensätzliche Typen der Dramatik. Oft sind allerdings keine eindeutigen Abgrenzungen möglich, manchmal sind auch beide Richtungen in der Entwicklung eines Dramatikers nachweisbar, wie etwa bei Goethe.

## Begriffe
Klotz knüpft an das Gegensatzpaar tektonisches Aufbauprinzip – atektonisches Aufbauprinzip des Wiener Literaturwissenschaftlers Oskar Walzel (1864–1944) an. Walzel orientierte sich seinerseits am dritten kunstgeschichtlichen Begriffspaar geschlossene Form – offene Form des Schweizer Kunsthistorikers Heinrich Wölfflin. – Ein weiterer Vorläufer der Theorie ist Gustav Freytag, der ein normatives Konzept des Dramas vertrat, das er gegenüber dem weniger geschlossen wirkenden „Schauspiel“ verteidigte (Die Technik des Dramas, 1863).
Angelehnt an die Poetik des Aristoteles versuchen viele Dramentheorien Handlung, Zeit, Ort, Personen und Sprache als Kriterien eines Dramas zu definieren. Anhand von ihnen lässt sich nach Klotz das offene (bzw. atektonische) Drama vom geschlossenen (bzw. tektonischen) unterscheiden. Aristoteles spricht nur von einer „in sich geschlossenen Handlung von bestimmter Größe“ (Poetik, 6), die das Drama besitzen solle, Freytag seinerseits unterscheidet das ideale Drama etwa vom „Situationsstück“, ohne die Begriffe offen und geschlossen zu verwenden.

### Geschlossenes Drama
Als Beispiel eines geschlossenen Dramas führt Klotz Goethes Torquato Tasso (1790) an. Es lässt sich beobachten, dass die Einheiten von Zeit, Ort und Handlung („drei Aristotelische Einheiten“) eingehalten werden. Die Ständeklausel und die genera dicendi herrschen vor. 
Die Handlung folgt kontinuierlich einer Entwicklung auf einen bestimmten Schluss hin, wobei die einzelnen Szenen kausal miteinander verknüpft sind. Die Aktionen der Darsteller sind stilisiert und vermeiden das Kreatürliche (bienséance). 
Der Aufbau ist streng symmetrisch, was sich nicht nur in der Symmetrie der Akte, sondern auch in der Symmetrie der einzelnen Dialoge zeigt. Bei Dialogen handelt es sich stets um Rededuelle, welche auf Vers und Gegenvers basieren und bei denen jeder der Dialogpartner die gleiche Anzahl an Redepartien erhält. Die Figuren sind weitgehend unbeeinflusst von Zeit und Raum. 
Auch die Sprache basiert auf dem Prinzip der Ständeklausel. Der Sprachstil der Figuren ist getragen, gehoben und kann bis hin zum Pathos reichen. Die wichtigste Stilfigur ist neben der Stichomythie (Rededuell) die Antithese. Es werden Metaphern aus der Heraldik und viele andere Bildlichkeiten verwendet. Der Text ist im Blankvers (5-hebiger reimloser Jambus) geschrieben. Es herrscht ein hypotaktischer Sprachstil vor, Haupt- und Nebensatz sind jedoch immer voneinander unterscheidbar.

### Offenes Drama
Als typisches Beispiel für ein offenes Drama nennt Klotz Georg Büchners Woyzeck (1836). Die Handlung hat keinen roten Faden wie beim geschlossenen Drama. Doch wird in jeder Szene das Hauptthema wieder aufgegriffen (Marie leidet unter dem Soldatenstand / Woyzeck leidet unter seinen Vorgesetzten). Es laufen mehrere Handlungen gleichzeitig ab (Polymethie). Es gibt keine Exposition, also keine Einführung in die Vorgeschichte der Figuren und keine eindeutige Anfangsszene. Die Handlungsfolge ist zerrissen und nur durch den Zusammenhang der „komplementären Stränge“ (Kollektivstrang, Privatstrang) zu erkennen. 
Die Episoden stehen daher relativ autonom nebeneinander und sind nur bei genauerer Analyse zu verbinden. Es gibt wenig Vorwärts- und Rückwärtsbezüge in den Szenen. Jede Szene steht für die Gesamtproblematik des Dramas, sodass sie selbstständig und versetzbar erscheint. Dagegen sind die Szenen verbunden durch stetige Wiederholungen: eine zentrale Figur, ein zentrales Ich (Woyzeck tritt lediglich in vier Szenen nicht auf), wiederkehrende Orte (Kaserne, Wirtshaus, Freies Feld…), Motive, die in fast allen Szenen auftauchen (z. B. Rot – Messer – Blut – Tod), sowie Wortmotive (Aufeinanderfolge mehrerer Wörter: „Immer zu!“).
Der Zeitraum der Handlung ist beim offenen Drama meist sehr ausgedehnt. Oft sind Zeitsprünge zwischen den Szenen zu beobachten. Es ist eine Vielfalt der Orte festzustellen, wobei das Verhalten der Figuren unmittelbar mit dem Raum, in dem sie auftreten, korrespondiert. 
Ein weiteres Merkmal des offenen Dramas ist die große Anzahl der Figuren. Die Personen stehen stellvertretend für ihre Stände. Auch werden keine Standesgrenzen berücksichtigt wie beim geschlossenen Drama, sodass Gespräche zwischen Höhergestellten und Angehörigen niederer Stände durchaus üblich sind. 
Auch die Sprache weicht im offenen Drama von der Norm ab. Die Stilebenen und die Ausdruckshaltung werden gemischt. So findet eher eine Orientierung an der Alltagssprache statt (verschiedene Soziolekte, Jargon, spontane Äußerungen, ‚aneinander vorbeireden‘). Anders als beim geschlossenen Drama, wo „das Bewusstsein die Sprache dominiert, dominiert die Sprache das Bewusstsein“ (Klotz).

## Geschichtlicher Hintergrund
Eine „geschlossene Form“ weist das Drama der französischen Klassik auf. Es besteht aus fünf Akten mit jeweils festgelegten Funktionen und den drei Einheiten von Ort, Zeit und Handlung (wie sie die französischen Theoretiker forderten, etwa Nicolas Boileau). Vor allem die Ständeklausel enthielt einigen sozialen Sprengstoff. Diese Norm der französischen Klassik, irrtümlich oft auf die Antike übertragen und Aristoteles zugeschrieben, war noch im 18. Jahrhundert maßgeblich für die Theaterpraxis an den Hoftheatern (siehe Gottscheds Theaterreformen) und noch im 19. Jahrhundert bestimmend für die theoretische Beschäftigung mit Theater (Gustav Freytag, Oskar Walzel). Im deutschen Sprachgebiet hatte man ihr gegenüber stets eine Art Minderwertigkeitskomplex und meinte, sich anpassen oder aussichtslos dagegen auflehnen zu müssen. So prägte sich ein Gegensatz zwischen den weniger vornehmen „offenen“ und den vornehmeren „geschlossenen“ Formen aus, der diesen Konflikt widerspiegelt.
Im Drama der offenen Form werden diese Regeln aufgegeben, die Zahl der Akte ist beliebig, die Handlung kann sich zu einer bloßen Szenenfolge auflösen, der Ort der Handlung kann in Ort und Zeit beliebig springen. Die spanischen und englischen Dramen vor der französischen Klassik (Calderón, Shakespeare) haben offene Formen und wurden deshalb seit dem späten 17. Jahrhundert oft gering geschätzt. Die Wiederentdeckung und Rehabilitierung Shakespeares ab etwa 1760 (Wieland, Herder, Goethe) machte offene Formen wieder möglich, was in Zusammenhang mit den gesellschaftlichen Veränderungen der französischen Revolution stand (vgl. Ludwig Tiecks Romantik oder den sogenannten Sturm und Drang). Mit einem historischen Sieg der offenen Form über die geschlossene endete die Schlacht um Hernani in Paris um 1830.
Die größere Freiheit des Dramas der offenen Form, so wurde oft argumentiert, erkauft sich der Autor mit einem Verlust an Konzentration. Während in Dramen der geschlossenen Form im Idealfall jedes Detail auf den tragischen Konflikt ausgerichtet ist, verliert sich dieser Konflikt in der offenen Form tendenziell in einem Durcheinander von Haupt- und Nebenkonflikten.
In der modernen Literatur erscheint den Theaterautoren die offene Form oft geeigneter, weil sie die chaotischen Verhältnisse moderner (nach-aristokratischer) Gesellschaften angemessener wiedergeben, während das klassische Drama einen Konflikt zwischen zwei noch genau darstellbaren Verhaltensmodellen beschreibt.